# Burchtstraat 2 (Groningen)
Het pand aan de Burchtstraat 2 in Groningen is een 17e-eeuws voormalig pakhuis.

## Beschrijving
Het witgepleisterde pakhuis heeft aan de Burchtstraat een topgevel met huisluiken en in de top een trijshuisje. Aan weerszijden van de hijsluiken zijn halfronde lichtvensters aangebracht. Het pand heeft twee verdiepingen en een zolder, onder een zadeldak. In de gevel aan de Kleine Gelkingestraat zijn 12-ruits vensters geplaatst.

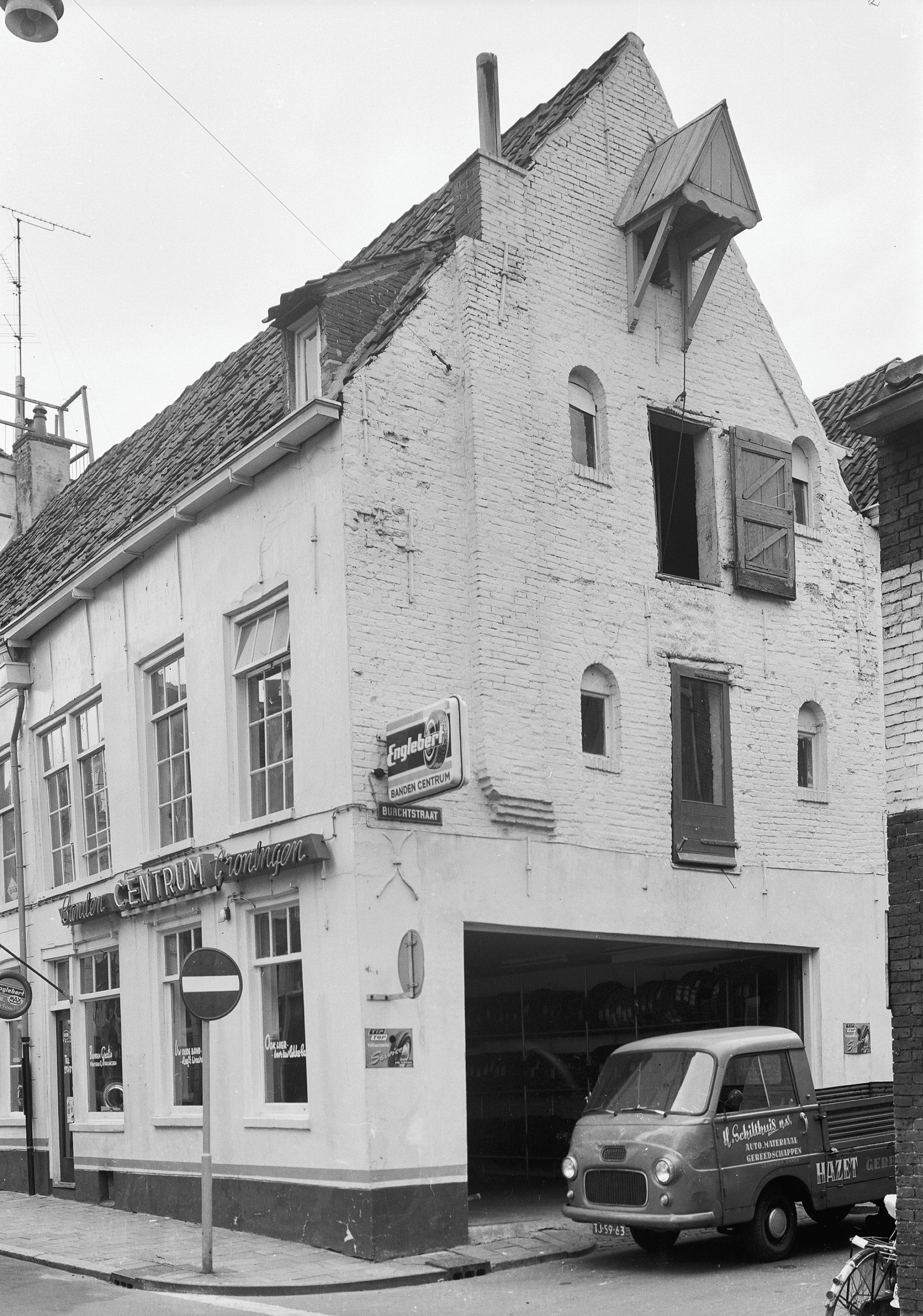
Het pand in 1966

Het pakhuis werd in 1971 als rijksmonument opgenomen in het monumentenregister en werd in de 20e eeuw gerestaureerd.